# Kennedy Nwanganga
Kennedy Ugoala Nwanganga (Aba, 15 augustus 1990) is een Nigeriaans voetballer die als middenvelder voor KVK Beringen speelt.

## Carrière

### NAF Rockets
Zijn debuut in de hoogste klasse maakte hij bij NAF Rockets FC. Hij speelde er uiteindelijk van 2007 tot 2009.

### Inter Turku
In 2009 trok hij naar FC Inter Turku in Finland. In 57 wedstrijden scoorde hij er 14 goals.

### KRC Genk
In augustus 2010 merkte KRC Genk hem op toen Genk en Inter Turku elkaar tegenkwamen in de Europa League. In januari 2011 verhuisde hij naar RC Genk. Hij maakte zijn debuut in de gewonnen wedstrijd tegen KV Kortrijk Zijn eerste goal maakte hij in de competitiewedstrijd tegen Standard Luik. Op 17 mei 2011 kopte hij Racing Genk naar de titel door de 1-1 te scoren in de play-off 1-wedstrijd tegen Standard Luik. In de winter van 2013 werd hij voor een half jaar uitgeleend aan Beerschot AC. Hij maakte zijn debuut tegen RAEC Mons. Hij speelde dat seizoen uiteindelijk 7 wedstrijden maar kwam niet tot scoren. Na het seizoen werd bekend dat Beerschot failliet ging. Hierna keerde hij weer terug naar Genk waar hij niet meer op speelkansen moest rekenen en mocht vertrekken. Op de laatste dag van de transferperiode werd bekend dat hij voor 1 seizoen werd uitgeleend aan tweedeklasser VC Westerlo. Bij zijn debuut voor Westerlo in de wedstrijd tegen STVV kopte hij bij een 1-1 stand een hoekschop tegen de paal nadat hij eerder was ingevallen voor Raphaël Lecomte. Voor het seizoen 2014-2015 wordt hij een jaar uitgeleend aan tweedeklasser KSV Roeselare.

### Inter Turku
Nwanganga verliet Genk definitief in 2015. Op 4 april 2016 tekende hij een contract bij zijn ex-club FC Inter Turku. Hij speelde 28 wedstrijden in de Veikkausliiga en scoorde daarin 4 keer. Inter Turku eindigde dat seizoen voorlaatste en moest barragewedstrijden spelen tegen TPS Turku om niet te degraderen. Nwanganga speelde in beide wedstrijden mee, en Inter Turku slaagde er uiteindelijk in om zich te handhaven in de hoogste klasse.

### lagere regionen
Na snelle passages bij het Georgische Dinamo Batoemi en het Albanese KS Kamza bleef Nwanganga even zonder club. In juli 2019 vond hij onderdak bij AS Verbroedering Geel, maar daar vertrok hij eind oktober alweer. Hij kwam uiteindelijk aan 6 wedstrijden waarin hij niet wist te scoren. Op 3 december 2019 tekende hij een contract bij KVK Beringen uit Derde klasse amateurs – hij was echter pas op 1 januari 2020 speelgerechtigd. Nwanganga maakte op 4 januari 2020 zijn debuut in de met 3-0 verloren uitwedstrijd tegen Witgoor Sport.

## Clubstatistieken
| seizoen | club                  | land    | competitie             | duels | goals |
| ------- | --------------------- | ------- | ---------------------- | ----- | ----- |
| 2008/09 | FC Inter Turku        | Finland | Veikkausliiga          | 29    | 6     |
| 2009/10 | FC Inter Turku        | Finland | Veikkausliiga          | 27    | 8     |
| 2010/11 | FC Inter Turku        | Finland | Veikkausliiga          | 1     | 0     |
| 2010/11 | KRC Genk              | België  | Jupiler Pro League     | 16    | 3     |
| 2011/12 | KRC Genk              | België  | Jupiler Pro League     | 35    | 1     |
| 2012/13 | KRC Genk              | België  | Jupiler Pro League     | 9     | 0     |
| 2012/13 | → Beerschot AC        | België  | Jupiler Pro League     | 7     | 0     |
| 2013/14 | → KVC Westerlo        | België  | Belgacom League        | 15    | 1     |
| 2014/15 | → KSV Roeselare       | België  | Proximus League        | 17    | 4     |
| 2016    | FC Inter Turku        | Finland | Veikkausliiga          | 31    | 4     |
| 2017    | Dinamo Batoemi        | Georgië | Erovnuli Liga          | 14    | 0     |
| 2019/20 | AS Verbroedering Geel | België  | Tweede klasse amateurs | 6     | 0     |
| 2019/20 | KVK Beringen          | België  | Derde klasse amateurs  | 2     | 0     |
|         |                       |         | Totaal                 | 209   | 27    |

## Erelijst
| Nationaal          |    |      |
| Beker van Finland  | 1x | 2009 |
| Belgisch kampioen  | 1x | 2011 |
| Belgische Supercup | 1x | 2011 |